# 마스다 히로야

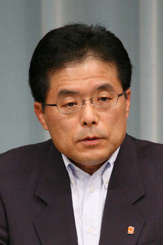
마스다 히로야.(2007년 8월)

마스다 히로야(일본어: 増田 寛也, 1951년 12월 20일~)는 일본의 건설 관료이자 정치인이다. 이와테 현지사, 총무대신, 새로운 일본을 만드는 국민회의(新しい日本をつくる国民会議) 부대표를 역임하였다.

## 약력
도쿄도 출신으로, 1977년 도쿄 대학 법학부를 졸업하고, 건설성에 들어갔다. 1993년 건설성 하천국 하천 총무과 기확관, 1994년 건설성 건걸 경제국 건설업과 분쟁 조정관을 거쳐, 1994년 건설성에서 나왔다.
1995년 이와테현 지사로 첫 당선되었으며, 1999년 재선되었다. 2003년 3선에 성공했으며, 2007년 임기가 만료되어 퇴임하였다. 같은 해 8월, 아베 개조내각에서 총무대신이 되었으며, 9월에는 후쿠다 야스오 내각에서 총무대신이 되어 개조내각까지 지속되었다. 2009년 내각관방 참여 겸 내각관방 안심사회실현회의 (安心社会実現会議) 사무국장이 되었다.

## 같이 보기
- 전선 지중화
- 분권화